# Mis romances
Albums de Luis Miguel
Vivo
(2000) Mis boleros favoritos
(2002)
Singles
Mis Romances (français : Mes romances) est le quatorzième album studio du chanteur mexicain Luis Miguel, sorti le 13 novembre 2001 chez Warner Music Latina. C'est le quatrième album de la série Romance dans lequel Luis Miguel reprend des standards de boléro d'Amérique latine et inclut deux compositions originales. Produit par Luis Miguel, l'album a été enregistré à la Record Plant de Los Angeles, en Californie, avec la participation du Royal Philharmonic Orchestra aux studios Abbey Road de Londres, en Angleterre. L'enregistrement a été promu par trois singles : « Amor, Amor, Amor », « Cómo Duele », et « Al Que Me Siga ». Il a également fait l'objet d'une tournée en 2002, au cours de laquelle Luis Miguel s'est produit aux États-Unis, en Amérique latine et en Espagne. C'est la tournée la plus lucrative de l'année pour un artiste latin aux États-Unis.
Mis Romances n'a été ni un succès critique ni un succès commercial. Il a reçu des critiques défavorables qui ont estimé que le disque était trop semblable à ses prédécesseurs et ont reproché à Luis Miguel de ne pas avoir évolué dans son style artistique. Sur le plan commercial, il a atteint la deuxième place du classement Billboard Top Latin Albums et a été le deuxième album latin le plus vendu de 2002 aux États-Unis. En outre, il a atteint la première place en Argentine et a été le disque le plus vendu de l'année au Mexique. Dans les neuf jours qui ont suivi sa sortie, il est devenu le premier album latin de l'année au Mexique. Mis Romances s'est vendu à plus de 1,5 million d'exemplaires, mais n'a pas répondu aux attentes de la maison de disques. L'album a également remporté le prix Billboard de musique latine pour l'album de pop latine de l'année par un artiste masculin et l'album de l'année lors du Premio de la Gente 2002.

## Contexte
En 1991, Luis Miguel a sorti son huitième album studio, Romance, une collection de boléros classiques, le plus ancien datant des années 1940. Le disque, produit par Armando Manzanero et arrangé par Bebu Silvetti, a été un succès en Amérique latine et s'est vendu à plus de sept millions d'exemplaires dans le monde,. Il a ravivé l'intérêt pour le genre des boléros et a été le premier enregistrement d'un artiste hispanophone à être certifié or au Brésil, à Taiwan et aux États-Unis. Il a reçu une nomination aux Grammy pour le meilleur album de pop latine,. Son successeur, Segundo Romance, est sorti en 1994 ; Manzanero, Juan Carlos Calderón et Kiko Cibrian ont coproduit le disque avec Luis Miguel, qui a remporté un Grammy Award pour la meilleure performance de pop latine,. En 1997, Romances a été lancé, Luis Miguel et Manzanero coproduisant les arrangements de Silvetti ; il s'est vendu à plus de 4,5 millions d'exemplaires, remportant un autre Grammy pour la meilleure performance de pop latine,.
Au moment de la sortie de Romances, certains journalistes musicaux ont estimé que les albums boléros devenaient des formules. Achy Obejas, du Chicago Tribune, se demande combien de temps Luis Miguel « peut fouiller dans le sac des vieux et trouver un disque crédible » car elle sent qu'il commence à « glisser » dans le disque. De même, le critique musical du San Diego Union-Tribune, Ernesto Portillo Jr, tout en donnant un avis positif sur Romances, a remis en question la nécessité d'un troisième album dans la série car il a estimé que cela « diminue la spécificité » de Romance et Segundo Romance. Après Romances, Luis Miguel a sorti Amarte es un placer (1999), un disque avec du matériel original, et Vivo (2000), un album live,.
Le 28 septembre 2001, Luis Miguel a confirmé que son prochain album serait une autre collection de standards de boléro et qu'il contiendrait des compositions originales. Il a également annoncé que l'Orchestre philharmonique royal l'aiderait à réaliser les arrangements pour cordes,. Mis Romances a été enregistré à la Record Plant à Hollywood, en Californie, tandis que les sections de cordes ont été arrangées aux studios Abbey Road à Londres, en Angleterre, sous la direction de Nick Davies. Luis Miguel s'est occupé lui-même des productions de l'album. Il a ensuite tenu une conférence de presse le 30 novembre 2001 à la Casa Casuarina à Miami, en Floride, où il a affirmé que Mis Romances serait le quatrième disque d'une série de dix albums boléro.

## Style musical
Comme pour ses prédécesseurs, les chansons de Mis Romances reprennent des versions de standards boléro, réalisées avec des arrangements de cordes et un synthétiseur. Amor, Amor, Amor (composé par Ricardo López Méndez et Gabriel Ruiz) et La Última Noche (composé par Bobby Collazo) sont des morceaux rythmés avec une influence disco,,. Luis Miguel reprend également le tango de Carlos Gardel et Alfredo Le Pera, Volver. Le morceau d'ouverture ¿Qué Sabes Tú ?, composé à l'origine par Myrta Silva, utilise une section d'harmonica au début. L'album comprend également deux compositions originales : Cómo Duele et Al Que Me Siga, composées respectivement par Armando Manzanero et Manuel Alejandro. Cómo Duele raconte l'histoire d'un narrateur qui souffre « à cause de ses manières égoïstes ».

## Promotion

### Singles
Amor, Amor, Amor est sorti en tant que premier single pour Mis Romances le 1er octobre 2001. Il a atteint la 13e place du classement Billboard Hot Latin Songs. Le clip de la chanson a été réalisé par Rebecca Blake et filmé le même mois. Elle a également servi de thème principal à la telenovela mexicaine El Manantial (2001). Le deuxième single, Cómo Duele, est sorti en février 2002 ; il a atteint le sommet du hit-parade des Hot Latin Songs, devenant la quinzième chanson numéro un de Luis Miguel. Le troisième single de l'album, Al Que Me Siga, a atteint la 21e place du classement des Hot Latin Songs.

### Tournée
Pour promouvoir Mis Romances, Luis Miguel a commencé sa tournée Mis Romances le 24 janvier 2002 à San Diego, en Californie. Après une tournée d'un mois aux États-Unis, il a donné un spectacle en République dominicaine et à Porto Rico. Par la suite, il a présenté treize spectacles au Mexique, dont douze consécutifs à l'Auditorium national. Il a également présenté cinq spectacles à l'Auditorium Coca-Cola (en) de Monterrey, au Mexique. Luis Miguel a poursuivi sa tournée aux États-Unis et a terminé la première partie de la tournée le 13 avril 2002.
Il a entamé la deuxième partie de sa tournée le 12 septembre 2002 à Chula Vista, en Californie, et a présenté trois autres spectacles aux États-Unis. Les concerts de Luis Miguel dans le pays ont rapporté plus de 16 millions de dollars, ce qui représente la tournée la plus lucrative de l'année pour un artiste latin. Après ses représentations aux États-Unis, il a donné cinq récitals en Espagne. Il a poursuivi sa deuxième tournée en Amérique du Sud en se produisant au Chili, au Pérou, en Uruguay et en Argentine. La tournée s'est terminée le 14 décembre 2002 en République dominicaine.
Le rédacteur en chef du Los Angeles Times, Agustin Gurza, a comparé les ventes de Luis Miguel à l'Amphithéâtre Universal à celles de Julio Iglesias et a noté qu'elles contrastaient avec les faibles ventes de Mis Romances. La setlist était composée de boléros de Mis Romances et de ses prédécesseurs, ainsi que de morceaux pop et de ballades de sa carrière musicale.

## Accueil et récompenses
Le critique d'AllMusic Drago Bonacich a attribué trois étoiles sur cinq à Mis Romances, notant que Perfidia avait déjà été repris par plusieurs artistes auparavant et a considéré la version de Luis Miguel de Tú Me Acostumbraste comme « se souvenant d'une des favorites du Chilien Lucho Gatica ». Leila Cobo, du magazine Billboard, a qualifié la production de l'album de « prévisible » bien qu'elle soit « soutenue » par le chant de Luis Miguel. Cobo a cité l'utilisation de « cordes lourdes et de synthétiseurs » et les chansons d'influence disco telles que Amor, Amor, Amor comme exemples du style artistique de Luis Miguel qui est resté « pratiquement inchangé ». Laura Emerick, du Chicago Sun-Times, a attribué deux étoiles et demie sur quatre à ce disque, estimant que Luis Miguel « a une approche autrefois différente" » et qu'il est « tombé dans la formule ». Elle a estimé que cela était peut-être dû à l'absence de Manzanero et Silvetti sur l'album et a déclaré que Miguel « a clairement besoin de trouver une nouvelle façon d'exprimer ses sentiments amoureux, à moins qu'il ne veuille courir le risque de devenir le Jerry Vale de la pop latine ».
Le critique du Washington Post, Fernando Gonzalez, a souligné que Mis Romances était un exemple du manque de créativité artistique dans le domaine de la pop latine. Il a considéré la décision de Luis Miguel d'enregistrer un autre boléro comme une « concession au manque d'idées nouvelles » et a qualifié Luis Miguel d'« artiste à une note ». Gonzalez a également estimé que l'artiste avait « un manque de nuance dans sa lecture des paroles et qu'il ne s'intéressait guère au phrasé, au rythme ou à la dynamique ». Bien qu'il ait salué les « arrangements exquis » et les « orchestrations éblouissantes » du disque, Eliseo Cardona du Miami Herald a fait remarquer que la production « suinte la formule ». Cardona a estimé que Luis Miguel était « plus intéressé par son compte en banque que par son évolution artistique et musicale » et que l'album a été enregistré « avec une urgence irritante » du fait que Luis Miguel l'a produit lui-même. Un éditeur du magazine Latin Styles a écrit une critique plus positive de l'album : le critique a loué Luis Miguel pour avoir utilisé les arrangements pour cordes de l'Orchestre philharmonique royal et a qualifié Cómo Duele d'une des « compositions les plus puissantes » du disque. L'éditeur a conclu la critique en qualifiant l'album d'« unique en son genre » et de « must pour tous ceux qui aiment les ballades romantiques ».
Lors des prix Billboard de musique latine 2002, Mis Romances a remporté le prix de l'album pop de l'année par un artiste masculin. Lors de la quatrième édition des Ritmo Latino Music Awards, la même année, il a remporté le prix de l'album de l'année. Aux ALMA Awards 2002, il a été nommé album de langue espagnole de l'année, mais il a perdu face à Libre par Marc Anthony.

## Ventes
Mis Romances est sorti le 13 novembre 2001. Aux États-Unis, il a débuté et a atteint la deuxième place du Billboard Top Latin Albums dans la semaine du 8 décembre 2001, Libre de Marc Anthony se maintenant en première position. L'album a également fait ses débuts au sommet du classement des Billboard Latin Pop Albums (en) et a passé quatorze semaines à cette position,. Il a terminé l'année 2002 comme le deuxième album latin le plus vendu de l'année aux États-Unis après Libre. Il a été certifié quadruple platine en Amérique par la Recording Industry Association of America (RIAA) pour des ventes de 400 000 exemplaires. Au Mexique, le disque a été certifié quadruple platine pour des ventes de 600 000 unités et a été l'album le plus vendu de l'année dans ce pays,. Mis Romances s'est vendu à plus de 25 000 exemplaires en Amérique centrale et a été certifié Platine dans la région. En Amérique du Sud, il a été certifié or au Brésil et au Chili,, et a atteint la troisième place du classement des albums en Uruguay. En Argentine, il est arrivé en tête du classement des albums et le disque a été certifié double platine par la Chambre argentine des producteurs de phonogrammes et de vidéogrammes pour la vente de 120 000 exemplaires,. En Espagne, il a atteint la cinquième place du classement des albums et a été certifié triple platine par les Producteurs de Musique d'Espagne pour 300 000 copies vendues,. Mis Romances s'est vendu à plus de 1,5 million d'exemplaires dans les neuf jours suivant sa sortie - moins que ce que prévoyait sa maison de disques,.

## Liste des titres
Adapté de la pochette CD de Mis romances.
| No  | Titre                        | Auteur                             | Durée |
| --- | ---------------------------- | ---------------------------------- | ----- |
| 1.  | ¿Qué sabes tú?               | Myrta Silva                        | 4:48  |
| 2.  | Tú me acostumbraste          | Frank Domínguez                    | 2:33  |
| 3.  | Perfidia                     | Alberto Domínguez                  | 3:22  |
| 4.  | Amor, amor, amor             | Ricardo López Méndez, Gabriel Ruiz | 3:39  |
| 5.  | Cómo duele                   | Armando Manzanero                  | 3:49  |
| 6.  | Toda una vida                | Osvaldo Farres                     | 3:11  |
| 7.  | El tiempo que te quede libre | José Ángel Espinoza                | 2:25  |
| 8.  | Amorcito corazón             | Jesús Camacho Villaseñor           | 2:48  |
| 9.  | La última noche              | Bobby Collazo                      | 3:46  |
| 10. | Volver                       | Alfredo Le Pera, Carlos Gardel     | 3:40  |
| 11. | Al que me siga               | Manuel Alejandro                   | 4:31  |

## Crédits
Adapté d'AllMusic.

### Crédits musicaux
- Tom Aros – percussion
- Robbie Buchanan – piano électrique
- Juan Carlos Calderón – arrangement
- Lalo Carrillo – bajo sexto
- Luis Conte – percussion
- Nick Davies – chef d'orchestre
- Ramon Flores – trompette
- Jerry Hey – arrangement
- Paul Jackson Jr. – guitare concheros
- Abraham Laboriel, Sr. – bajo sexto
- Michael Landau – guitare concheros
- Gayle Levant – harpe
- Francisco Loyo – arrangement, piano, piano électrique
- Victor Loyo – piano électrique
- Luis Miguel – arrangement, chant
- Tommy Morgan – harmonica
- Jeff Nathanson – saxophone
- Dean Parks – guitare acoustique
- John "J.R." Robinson – batterie
- Todd Robinson – guitare concheros
- Royal Philharmonic Orchestra – instruments à cordes
- Arturo Sandoval – trompette
- Ramón Stagnaro – guitare acoustique, requinto, vihuela
- David Theodore – hautbois
- Jorge "Coco" Trivisonno – bandonéon

### Crédits techniques
- Alejandro Asensi – producteur exécutif
- Geoff Foster – ingénieur du son, enregistrement
- Marco Gamboa – ingénieur du son
- Barrie Goshko – design graphique
- Jeri Heiden – design graphique
- John Heiden – design graphique
- Daniel Kresco – mixage, assistant enregistrement
- Ron McMaster – mastering
- Luis Miguel – producteur
- Darren Mora – mixage, assistant enregistrement
- Rafa Sardina – ingénieur du son
- Shari Sutcliffe – coordination de production
- Alberto Tolot – photographie

## Classements

### Hebdomadaires
| Hitparade (2001)                      | Meilleur classement | Réf.   |
| ------------------------------------- | ------------------- | ------ |
| Argentine (CAPIF)                     | 1                   | [ 56 ] |
| Espagne (PROMUSICAE)                  | 5                   | [ 58 ] |
| États-Unis Billboard 200              | 115                 | [ 64 ] |
| États-Unis Billboard Top Latin Albums | 2                   | [ 65 ] |
| États-Unis Billboard Latin Pop Albums | 1                   | [ 66 ] |

### Mensuels
| Hitparade (2001)            | Meilleur classement | Réf.   |
| --------------------------- | ------------------- | ------ |
| Uruguay International (CUD) | 3                   | [ 55 ] |

### Annuels
| Hitparade (2002)                        | Classement | Réf.   |
| --------------------------------------- | ---------- | ------ |
| États-Unis Top Latin Albums (Billboard) | 2          | [ 49 ] |
| États-Unis Latin Pop Albums (Billboard  | 2          | [ 67 ] |